# Sphaerotherium retusum
Sphaerotherium retusum är en mångfotingart som beskrevs av Carl Ludwig Koch 1847. Sphaerotherium retusum ingår i släktet Sphaerotherium och familjen Sphaerotheriidae. Inga underarter finns listade i Catalogue of Life.